# Norman Bel Geddes

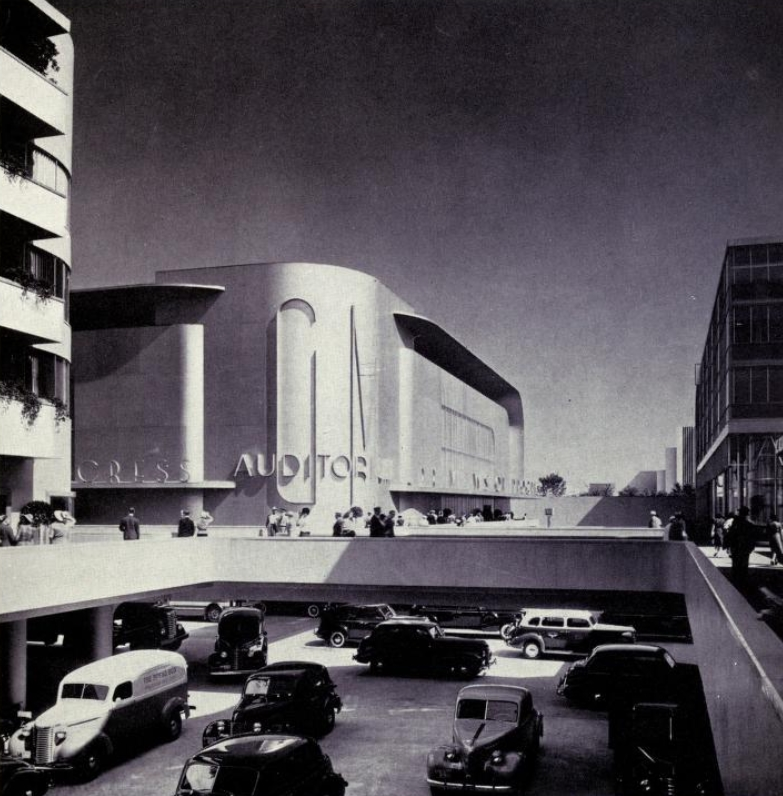
Bild från den av Norman Bel Geddes designade utställningen Futurama, som ingick i New York World's Fair 1939.

Norman Bel Geddes, före 1916 Norman Melancton Geddes, född 27 april 1893 i Adrian i Michigan, död 8 maj 1958 i New York, var en amerikansk formgivare och industridesigner, framförallt verksam inom aerodynamik.
Norman Bel Geddes var son till Flora Luelle och Clifton T. Geddes. Han gifte sig 1916 med Helen Belle Schneider och fick dottern Barbara Bel Geddes, som blev känd som Eleanor "Miss Ellie" Ewing i TV-serien Dallas.